# Istituto italiano per gli studi storici

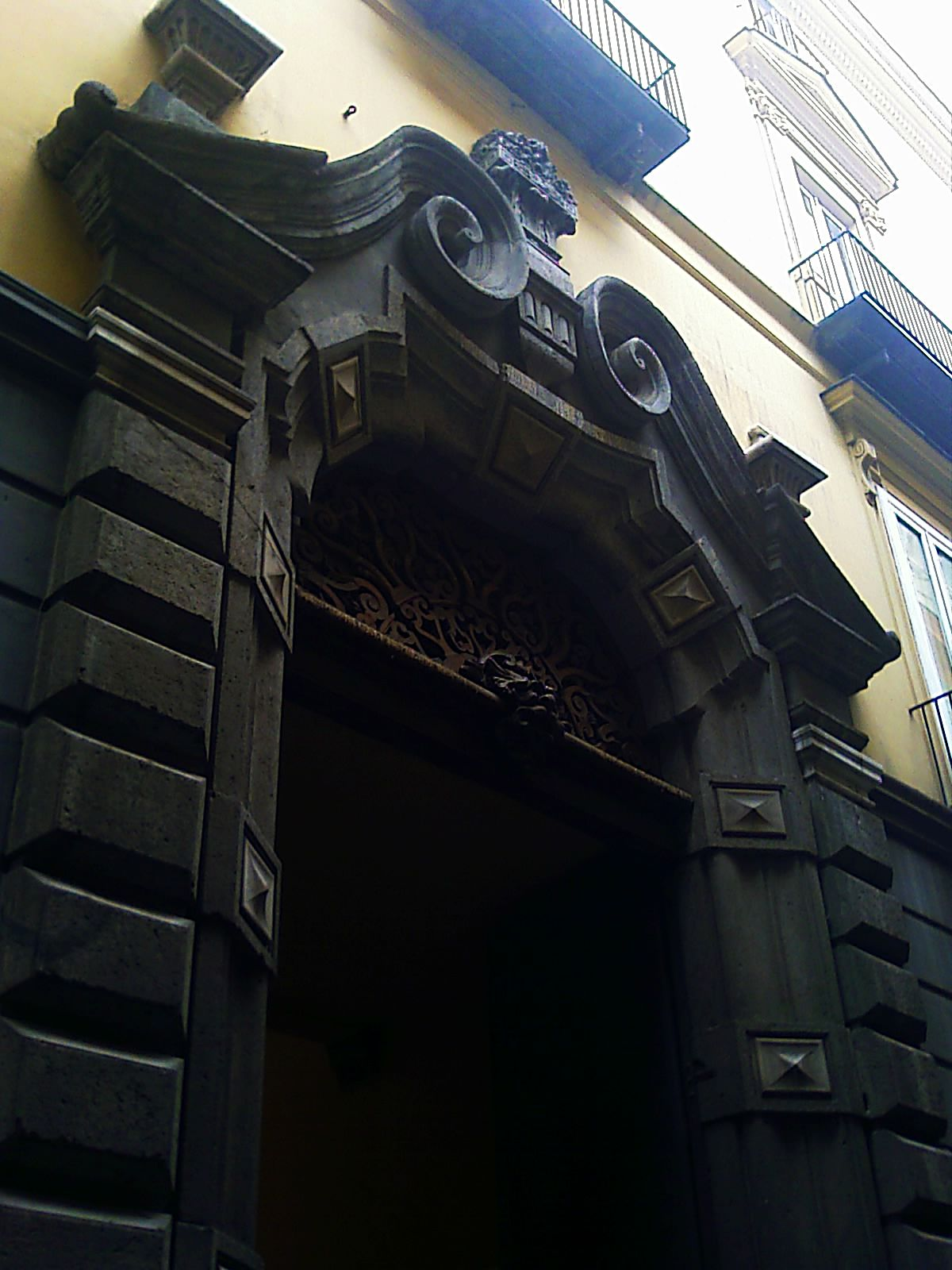
Il portale di Ferdinando Sanfelice a Palazzo Filomarino, sede dell'Istituto

L'Istituto italiano per gli studi storici fu fondato nel 1946 da Benedetto Croce. La sua sede è a Napoli, nel palazzo Filomarino, a fianco della Fondazione Biblioteca Benedetto Croce.

## Fini statutari
Come si legge nello statuto, nacque col proposito di avviare i giovani «all'approfondimento della storia nei suoi rapporti sostanziali con le scienze filosofiche della logica, dell'etica, del diritto, dell'economia e della politica, dell'arte e della religione, le quali sole definiscono e dimostrano quegli umani ideali e fini e valori, dei quali lo storico è chiamato a intendere e narrare la storia».
L'Istituto mette a concorso borse di studio per laureati italiani e stranieri; organizza corsi, seminari e conferenze; cura la pubblicazione di sei collane editoriali. Hanno frequentato l'Istituto circa 1.300 borsisti, la maggior parte dei quali studiosi insigni e maestri, a loro volta,  di intere generazioni nelle università italiane e straniere. La biblioteca consta di oltre 120.000 volumi e 400 periodici correnti, di argomento storico, filosofico e letterario. L'Istituto possiede inoltre gli archivi di Carlo Cantoni, Fausto Nicolini e Adolfo Omodeo.

## Presidenti, direttori, finanziatori

### Presidenza e direzione

Benedetto Croce, fondatore dell'Istituto

L'istituto fu presieduto in successione da Benedetto Croce (1946-1952), Raffaele Mattioli (1952-1973), Maurizio Mattioli (1973-1986), Giovanni Pugliese Carratelli (1986-1990); Giovanni Spadolini (1991-1994); Sergio Siglienti (1994-2002). Dal 2002 il presidente è Natalino Irti.
Primo direttore dell'Istituto fu Federico Chabod (1947-1960), a cui successe Giovanni Pugliese Carratelli (1960-1986), poi presidente onorario fino alla sua scomparsa. Dal 1986 l'Istituto è diretto da Gennaro Sasso.

### Consiglio direttivo
Del consiglio direttivo fecero parte, tra gli altri, Riccardo Bacchelli, Paolo Baffi, Enrico Beneduce, Alessandro Casati, Tammaro De Marinis, Luigi Einaudi, Donato Menichella, Luigi Russo, Ernesto Pontieri, Alda Croce.
Attuali membri sono: Natalino Irti (presidente), Paolo Baratta, Vittorio Conti, Giulio De Caprariis, Roberto Giordano, Maurizio Mattioli, Federico Pepe.

### Finanziatori
Attuali enti finanziatori sono: Banca d'Italia, Capitalia, Sanpaolo IMI-Banco di Napoli, Compagnia di San Paolo, Istituto Banco di Napoli, Mediobanca, Ministero della cultura, Regione Campania, Ministero dell'università e della ricerca.